# Turks geelsprietdikkopje
Het Turks geelsprietdikkopje (Thymelicus hyrax) is een vlinder uit de familie dikkopjes (Hesperiidae). De wetenschappelijke naam is voor het eerst geldig gepubliceerd in 1861 door Lederer.
De soort komt voor in Europa.